# 蝌蚪螺
蝌蚪螺（学名：Limacina inflata）是有壳翼足目螔螺科螔螺屬的一种。

## 分佈
主要分布于韩国、中国大陆、台湾 ，常栖息在潮间带。